# Tomas Kåberger
Tomas Arne Kåberger, född 16 januari 1961 i Göteborg, är en svensk fysiker med industriellt och akademiskt engagemang inom energi och miljö. Han är professor vid Chalmers tekniska högskola, avdelningen för Fysisk resursteori. Kåberger har ofta figurerat i offentlig debatt, bland annat som generaldirektör för Energimyndigheten. Sedan 2011 är han ordförande för stiftelsen Japan renewable energy foundation som stöttar arbetet med att få fram förnybara energikällor i Japan. Han har varit styrelseledamot i tankesmedjan Fores samt var 2015-2023 ledamot i Vattenfalls styrelse. Sedan 2022 är han ordförande i Delegationen för cirkulär ekonomi.

## Akademisk karriär
Kåberger har en civilingenjörsexamen i teknisk fysik från 1983 vid Chalmers tekniska högskola. Han disputerade 1999 inom fysisk resursteori med en avhandling om ekonomisk teori och termodynamik, och blev sedan docent i miljövetenskap.
Under tiden hade Kåberger varit projektledare på halvtid för en fallstudiekurs, som gavs av Göteborgs miljövetenskapliga centrum. Han forskade där inom ekonomisk teori och resursfördelning med analys av strategier för att få in ny energiteknik på transportområdet. Detta ledde vidare till en adjungerad professur vid Internationella miljöinstitutet vid Lunds universitet. Detta sammantaget gav honom erfarenhet av energifrågor från universitetsvärlden.

## Vidare karriär
I slutet på 1980-talet arbetade Kåberger tre år som energisekreterare på Svenska Naturskyddsföreningen. Han skaffade sig även erfarenhet från näringslivet, där han bland annat arbetat som VD för ett dotterbolag till TallOil AB inom bioenergiområdet. Han var mellan 2008 och 2011 generaldirektör för Energimyndigheten. Han har medverkat i flera statliga utredningar som ledamot eller expert.
Efter Fukushima-olyckan den 11 mars 2011 kom han att profilera sig mot kärnkraft och som förespråkare för vindkraft och andra förnybara energikällor. Den 18 augusti 2011 blev han på egen begäran entledigad från sin generaldirektörsbefattning för istället ägna 25 % av sin tid som ordförande i en nybildad japansk stiftelse, Japan renewable energy foundation. Stiftelsen, vars initiativtagare och vd är den japanske miljardären Masayoshi Son, ska ta fram förnybar energi för Japan. Tomas Kåberger är professor vid avdelningen för fysisk resursteori och har dessutom ansvar för strategiska frågor kring nyttiggörande och industrisamarbeten för Chalmers styrkeområde Energi.

## Urval av officiella uppdrag
- Kungliga ingenjörsvetenskapsakademien, ledamot
- Svenska Naturskyddsföreningens expertråd, ledamot
- Svenska Bioenergiföreningen, ordförande
- Vindenergi Väst AB, ordförande
- Utvecklingsföretaget Ecotraffic ERD3 AB, ordförande
- Doktorandskolan Program Energisystem, ledamot
- TPS termiska processer AB, ledamot
- Göteborgs Energis Ekofond, ledamot
- Sveriges Energiekonomers förening, ledamot
- Tankesmedjan Fores, ledamot
- Vattenfall, styrelseledamot 2015-2023[14]
- Skogsstyrelsen, ledamot 2016-2018[15][16]